# MSN Messenger
Vindous lajv mesendžer (Windows Live Messenger) program je koji služi za slanje brzih poruka preko interneta. Da biste ga koristili, morate imati Vindous lajv nalog (Windows Live Account). Windows lajv mesendžer je imao osim opcije četovanja i mogućnost da se vode video-pozivi u rezoliciji 320×240 i 640×480.
Poslednja dostupna verzija je izašla za Vindous 7.